# روبرت تايلور (لاعب كرة قدم فنلندي)
روبرت تايلور (بالفنلندية: Robert Taylor)‏ (21 أكتوبر 1994 بكووبيو في فنلندا - ) هو لاعب كرة قدم فنلندي في مركز الوسط. يلعب حالياً مع نادي إنتر ميامي الذي ينافس في الدوري الأمريكي وكذلك مع منتخب فنلندا لكرة القدم.

## وصلات خارجية
- روبير تايلور على موقع الاتحاد الدولي (مؤرشف)  (الإنجليزية)
- روبير تايلور على موقع الاتحاد الأوربي (الإنجليزية)
- روبير تايلور على موقع الدوري الأمريكي (الإنجليزية)
- روبير تايلور على موقع قاعدة بيانات كرة القدم.إي يو (الإنجليزية)
- روبير تايلور على موقع بيانات كرة القدم. دي إي (الألمانية)
- روبير تايلور على موقع ليكيب (الفرنسية)
- روبير تايلور على موقع ناشيونال فوتبول تيمز (الإنجليزية)
- روبير تايلور على موقع Soccerbase.com (لاعب) (الإنجليزية)
- روبير تايلور على موقع Soccerway.com (الإنجليزية)
- روبير تايلور على موقع عالم كرة القدم.نت (الإنجليزية)